# Jimmy Lloyd
James "Jim" Lloyd, född 5 juli 1939 i Liverpool, död 22 mars 2013 i Skelmersdale, var en brittisk boxare.
Lloyd blev olympisk bronsmedaljör i weltervikt i boxning vid sommarspelen 1960 i Rom.